# Schönberg am Kamp
Schönberg am Kamp osztrák mezőváros Alsó-Ausztria Kremsvidéki járásában. 2024 januárjában 1857 lakosa volt. 

## Elhelyezkedése

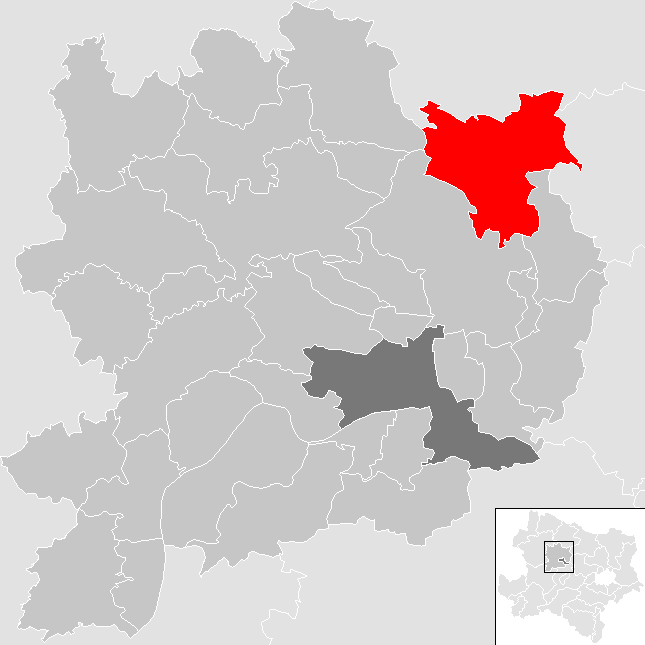
Schönberg am Kamp a Kremsvidéki járásban

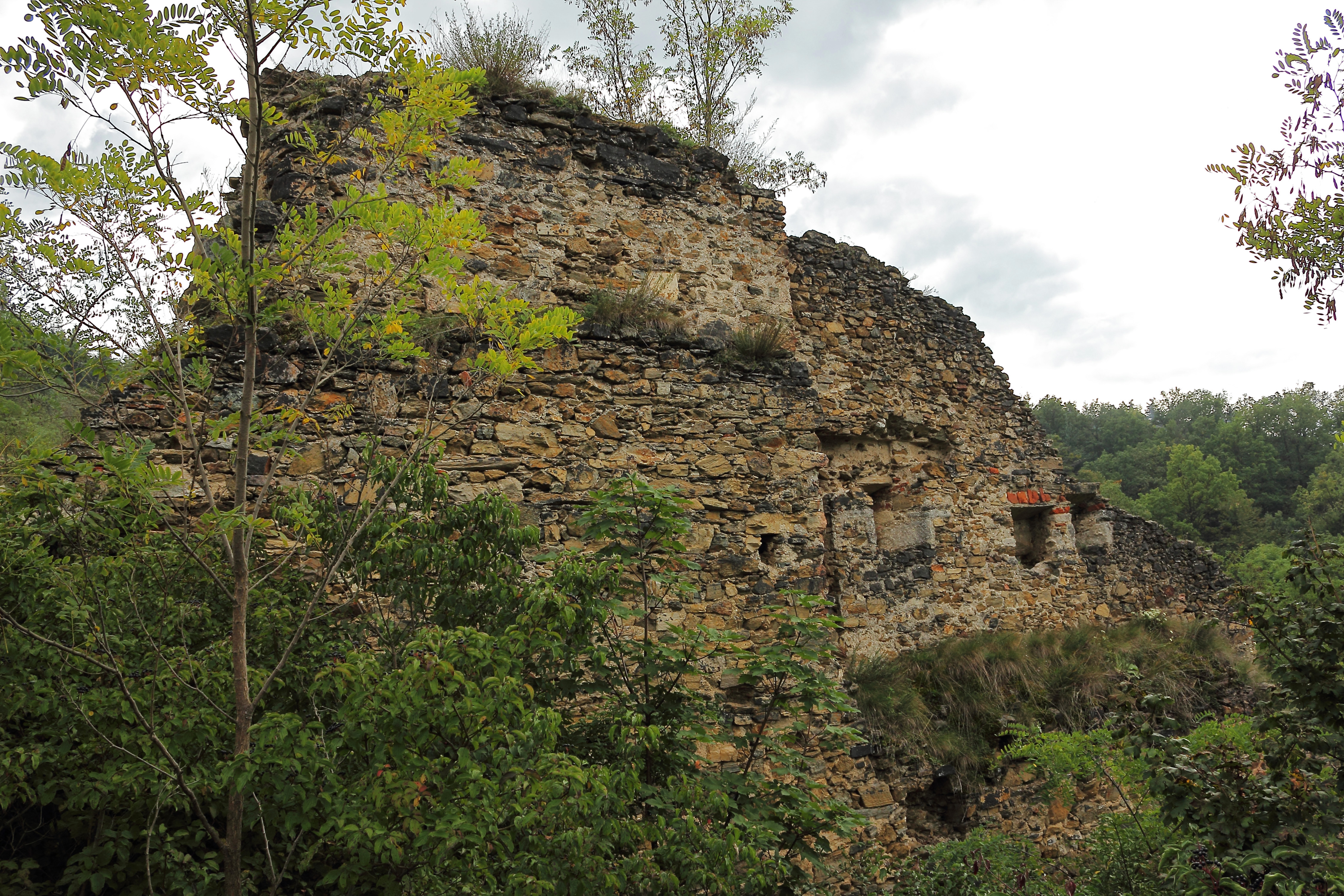
Schonenburg várának romjai

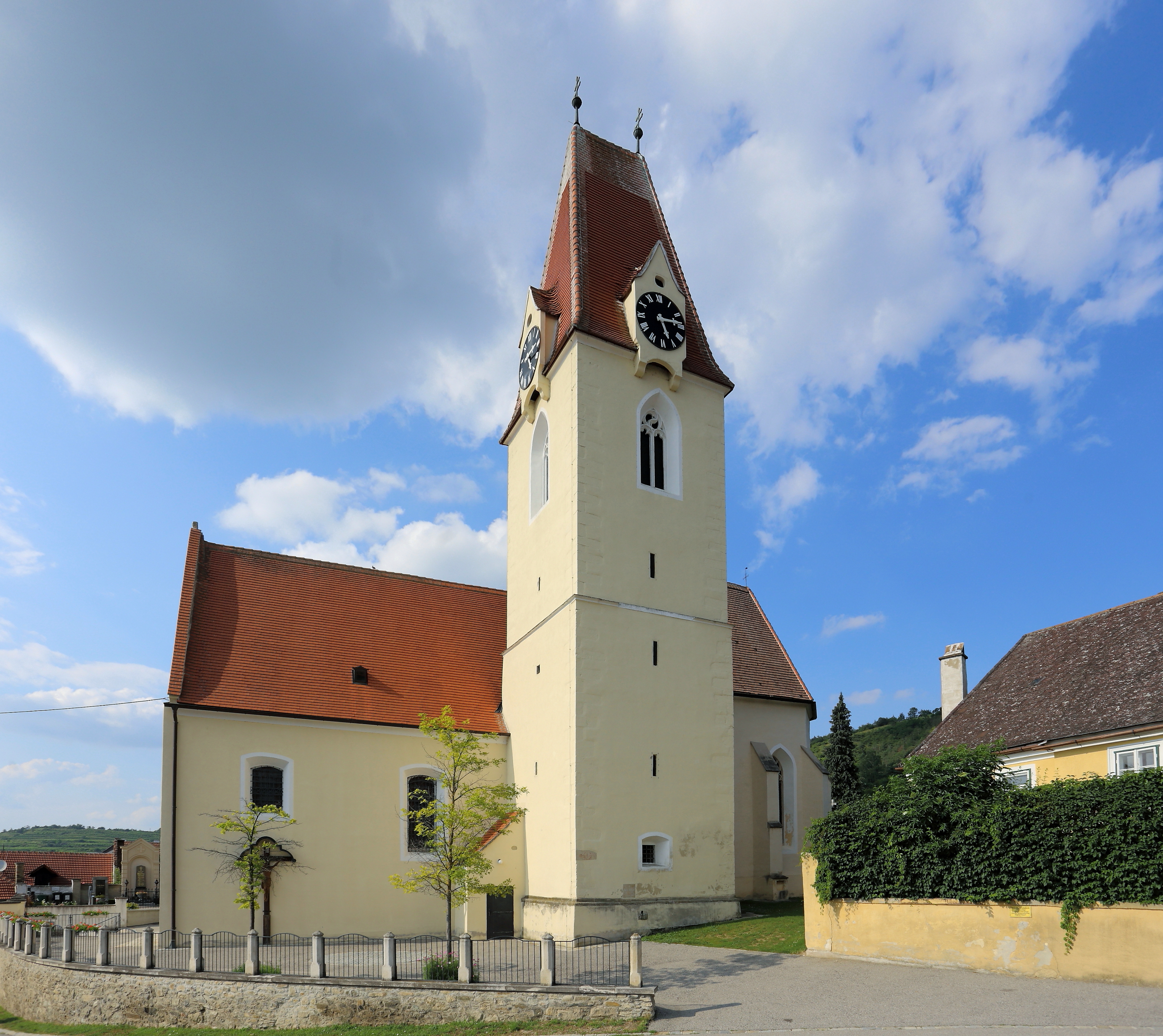
A Szt. Ágnes-plébániatemplom

Schönberg am Kamp a tartomány Waldviertel régiójában fekszik, a Kamp folyó mentén. Területének 50,2%-a erdő, 7,2% szőlő, 35,4% áll egyéb mezőgazdasági művelés alatt. Területén található a Kamptal-Schönberg natúrpark. Az önkormányzat 14 települést egyesít: Altenhof (62 lakos 2025-ben), Buchberger Waldhütten (34), Fernitz (44), Freischling (95), Kriegenreith (16), Mollands (271), Schönberg-Neustift (129), Oberplank (48), Plank am Kamp (256), Raan (29), Schönberg (570), See (35), Stiefern (192) és Thürneustift (55).
A környező önkormányzatok: északra Gars am Kamp, északkeletre Burgschleinitz-Kühnring, keletre Maissau és Hohenwarth-Mühlbach am Manhartsberg, délkeletre Straß im Straßertale, délnyugatra Langenlois, nyugatra Sankt Leonhard am Hornerwald.

## Története
Schönberg első említése 1122/1125-ből származik egy bizonyos Heinricus de Sconiberch nevében, aki III. Lipót őrgróf miniszteriálisa volt. 1380-ban a Schönberg-család utolsó sarja kénytelen volt kölcsönt felvenni birtokára a bécsi "udvari zsidótól", David Stewzz-től, hogy a schönbergi várat és uradalmat terhelő adósságokat ki tudja fizetni. Hans von Schönberget 1387-ben a Maissau család csatlósai a templomban meggyilkolták. Mivel a kölcsönt nem fizették vissza, a birtok az osztrák hercegre szállt vissza. 1417-ben Leutold von Eckartsau 1417-ben kapta meg hűbérbirtokként, majd 1430 körül a Königsbergek szerezték meg. A várat 1483-ban a csehek, 1485-ben Mátyás magyar király foglalta el.
A reformációt követően a falu protestáns vallásra tért, de az 1630-as évekre visszaterelték a katolikus egyházba. A 17. században többször is gazdát cserélt: 1612-ben Adam Fröhlich, 1627-ben Erhart Hoffmann, végül 1635-ben Johann Baptist von Verdenberg, a grafeneggi birtok tulajdonosa vásárolta meg. 1645-ben a svédek átvonultak a Kamp-völgyön és lerombolták a schönbergi várat. 
A helybeliek jövedelmei a mezőgazdaság mellett a szőlőtermesztésből származtak. A kamptali vasút 1889-es megnyitásával a régió népszerű nyári üdülőhellyé vált. A második világháború után a turizmus erősen visszaesett, mert a Kampon épített víztározók érezhetően csökkentették a folyó hőmérsékletét. 
1968-ban Mollands és Schönberg-Neustift községek csatlakoztak Schönberghez; őket 1970-ben Freischling, 1971-ben pedig Zöbing követte és az önkormányzat felvette a Zöbing-Schönberg nevet. Egy évvel később Zöbing átkerült Langenloishoz, a mezőváros pedig a Schönberg am Kamp nevet kapta. Schönberg 1981-ben kapta a címerét. 

## Lakosság
A Schönberg am Kamp-i önkormányzat területén 2024 januárjában 1857 fő élt. Lakosságszáma 1910-ben érte el a csúcspontját 2697 fővel, azóta enyhén csökkenő tendenciát mutat. 2022-ben az ittlakók 95,3%-a volt osztrák állampolgár; a külföldiek közül 1,8% a régi (2004 előtti), 1,7% az új EU-tagállamokból érkezett. 0,6% a volt Jugoszlávia (Horvátország és Szlovénia kivételével) vagy Törökország; 0,6% egyéb ország polgára volt. 2001-ben a lakosok 87,9%-a római katolikusnak, 1,5% evangélikusnak, 0,2% ortodoxnak, 1,3% mohamedánnak, 7,6% pedig felekezeten kívülinek vallotta magát. Ugyanekkor 4 magyar élt a mezővárosban; a legnagyobb nemzetiségi csoportot a németek (97,3%) mellett a csehek alkották 10 fővel (0,5%). 
A népesség változása:

| 2016 | 1 862 |
| 2018 | 1 903 |

## Látnivalók
- Schonenburg várának romjai
- a freischlingi Szt. Lőrinc-plébániatemplom
- a planki Szt. Miklós-plébániatemplom
- a schönbergi Szt. Ágnes-plébániatemplom
- a stieferni Keresztelő Szt. János-plébániatemplom
- a kovácsműhely-múzeum